# Robert Waseige
Robert Waseige (Rocourt, 1939. augusztus 26. – Liège, 2019. július 17.) belga labdarúgó, edző.

## Sikerei, díjai

### Edzőként
- RFC Liège
  - Belga kupa: 1989–90
- Standard Liège
  - Belga bajnok: 1982–83
  - Belga szuperkupa: 1983